# Oscar Paulich
Oscar Paulich es un deportista neerlandés que compitió en vela en la clase Laser. Ganó una medalla de oro en el Campeonato Mundial de Laser de 1983.

## Palmarés internacional
| \| Campeonato Mundial \| Campeonato Mundial \| Campeonato Mundial \| Campeonato Mundial \| \| Año \| Lugar \| Medalla \| Clase \| \| ------------------ \| ------------------------- \| ------------------ \| ------------------ \| \| 1983 \| Gulfport (Estados Unidos) \| Medalla de oro \| Laser \| |                           |                |       |
| Campeonato Mundial |                           |                |       |
| Año | Lugar                     | Medalla        | Clase |
| 1983 | Gulfport (Estados Unidos) | Medalla de oro | Laser |